# Inez Milholland
Inez Milholland Boissevain (New York, 6 agosto 1886 – Los Angeles, 25 novembre 1916) è stata un'attivista, avvocata e femminista statunitense.

## Biografia
Inez Milholland nasce e cresce a Brooklyn, New York in una famiglia benestante. Studia al Vassar College, dove sviluppa le sue inclinazioni femministe e organizza degli incontri sul tema, benché ostacolata dal rettore.
Si diploma nel 1909, dopo di che intraprende un viaggio in Europa.
Allo scoppio della guerra, Milholland dichiara subito la sua avversione per il conflitto e lancia numerose invettive contro gli Stati Uniti per la loro partecipazione. Lavora alla rivista socialista The Masses come avvocato del lavoro.
È membro attivo nel National American Woman Suffrage Association (NAWSA), divenuto poi il National Woman's Party (NWP).

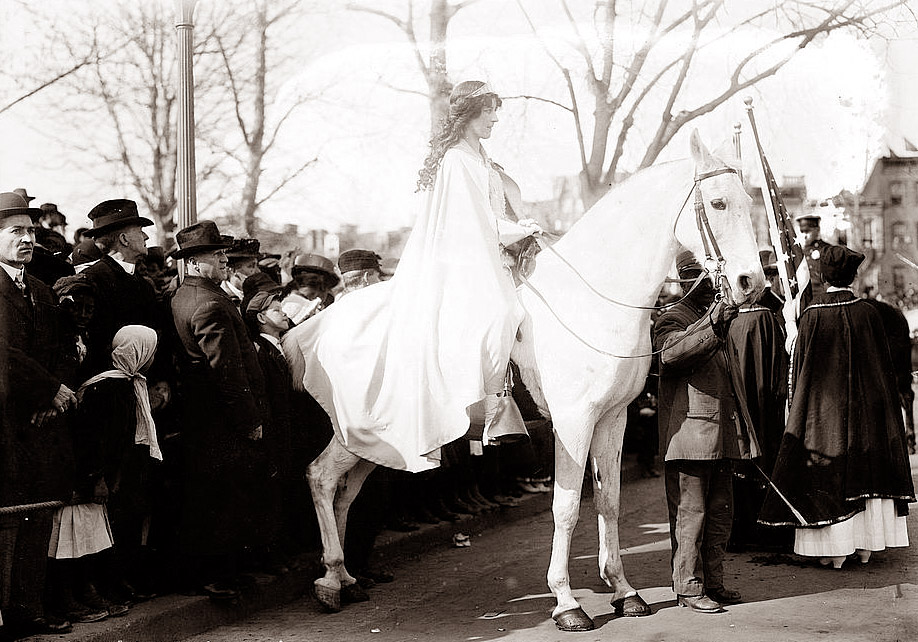
Inez Milholland, 3 marzo, 1913

Il 3 marzo del 1913 guida, seduta in abito bianco su un grande cavallo anch'esso bianco, la manifestazione pacifista femminista a Washington, per richiamare l'attenzione del presidente Woodrow Wilson.
Nel luglio dello stesso anno sposa l'olandese Eugen Jan Boissevain.
Nel 1916 percorre l'ovest, tenendo comizi femministi, benché affetta da anemia perniciosa. Durante un comizio a Los Angeles collassa.
Le sue ultime parole furono «Mr. President, how long must women wait for liberty?» (Signor Presidente, quanto tempo devono ancora aspettare le donne per ottenere la libertà?).
Muore il 25 novembre 1916 al Good Samaritan Hospital di Los Angeles alle 10:55.